# Multiple Maniacs
Pour plus de détails, voir Fiche technique et Distribution.
Multiple Maniacs est un film américain réalisé par John Waters, sorti en 1970.
C'est le second film de John Waters — tourné à Baltimore en 16 mm et en noir et blanc — avec Divine, Mary Vivian Pearce, David Lochary, Mink Stole, et pour la première fois Edith Massey dans son propre rôle de serveuse.
Le titre du film rend hommage à Two Thousand Maniacs! (2000 Maniacs en français, de 1964), film de l'un des réalisateurs préférés de John Waters Herschell Gordon Lewis, le père des films gore.
En 2016, les distributeurs américains Janus Films (en) et The Criterion Collection ont restauré le film à partir des négatifs 16 mm originaux. Il sera édité pour la première fois en Blu-ray en mars 2017.

## Synopsis
Lady Divine (Divine) et son petit ami David (David Lochary) dirigent une galerie de monstres ambulante (le Défilé de la Perversion) qui attire hors de chez eux jeunes ménagères, hommes d'affaires et loulous de banlieue, venus sous la petite tente bader devant leurs horreurs préférées (camés, obsédés sexuels, homosexuels). Là, ils sont dévalisés, quelquefois assassinés, par la psychopathe Lady Divine et son gang de toxicos. M. David comprend qu'après six ans, son idylle avec Lady Divine est en train de s'effriter et tente de se placer auprès de Bonnie (Mary Vivian Pearce), une pipelette sans cervelle rencontrée à la première mondiale de "Inga". Mise au courant de son infortune par une serveuse fureteuse (Edith Massey), Lady Divine commence à perdre les pédales. Elle va prier dans une église vide, est séduite par une religieuse perverse (Mink Stole) qui se cache dans les confessionnaux et "travaille du rosaire".
Mink et Lady Divine s'amourachent l'une de l'autre et Mink accepte d'aider Divine à assassiner son mari et sa nouvelle maîtresse. Après avoir éventré ses victimes et dévoré leurs entrailles, Lady Divine devient complètement cinglée. Elle est attaquée et violée par un homard grillé géant (Lobstora). Hébétée et délabrée, elle titube dans les rues à l'affolement général et meurt, enfin abattue par la Garde Nationale.

## Fiche technique
- Titre : Multiple Maniacs
- Réalisation : John Waters
- Scénario : John Waters
- Montage : John Waters
- Musique : George S. Clinton
- Producteur : John Waters
- Décors et maquette de « Lobstora » : Vincent Periano
- Pays d'origine :  États-Unis
- Format : Noir et Blanc - 16 mm
- Genre : Comédie
- Durée : 90 min
- Date de sortie : États-Unis : 10 avril 1970 (Baltimore)

## Distribution
- Divine : Lady Divine
- David Lochary : David
- Mary Vivian Pearce : Bonnie
- Mink Stole : la religieuse
- Cookie Mueller : Cookie Divine
- Edith Massey : la serveuse / la Vierge Marie
- Paul Swift (en) : Steve
- George Figgs (en) : Jésus-Christ
- Michael Renner Jr : le Dauphin de Prague
- Steve Waters : le jeune homme agressé
- Rick Morrow : Rick

## À noter
- Dans son livre Shock Value (1981), John Waters déclara : « En 1969, peu avant le début du tournage de Multiple Maniacs, Sharon Tate fut assassinée. Ce crime devait avoir une profonde influence sur toute la réalisation du film. Puisque les meurtriers réels n'avaient pas encore été appréhendés, Divine, dans le film, en revendiquerait la paternité. Au cas où les assassins ne seraient jamais arrêtés, il y aurait toujours la possibilité que « peut-être » Divine ait réellement commis le crime [...]. Tandis que nous achevions le film, la famille Manson fut épinglée et je changeai hâtivement la fin du film, expliquant que Divine n'avait pas commis le crime. Personne, même pas Divine, ne pouvait voler la vedette à Charles Manson. »

## Restauration 2016
Janus Films (en), distributeur américain, et The Criterion Collection, société de distribution vidéo, s'associent pour la restauration de Multiple Maniacs. Le film est présenté en avant-première au Provincetown Film Festival le 17 juin 2016, avant une tournée nationale qui débute à l'IFC Center de New York le 5 août 2016.
Le film est édité en Blu-ray dans la collection Criterion le 21 mars 2017.